# بابك فرهودي
بابك فرهودي (مواليد 9 سبتمبر 1985) هو سبّاح إيراني، مثّل بلاده في الألعاب الأولمبية الصيفية 2004.

## روابط خارجية
بابك فرهودي على موقع الاتحاد الدولي للسباحة (الإنجليزية)
- بابك فرهودي على موقع أوليمبيديا (الإنجليزية)